# Negauhjälmen

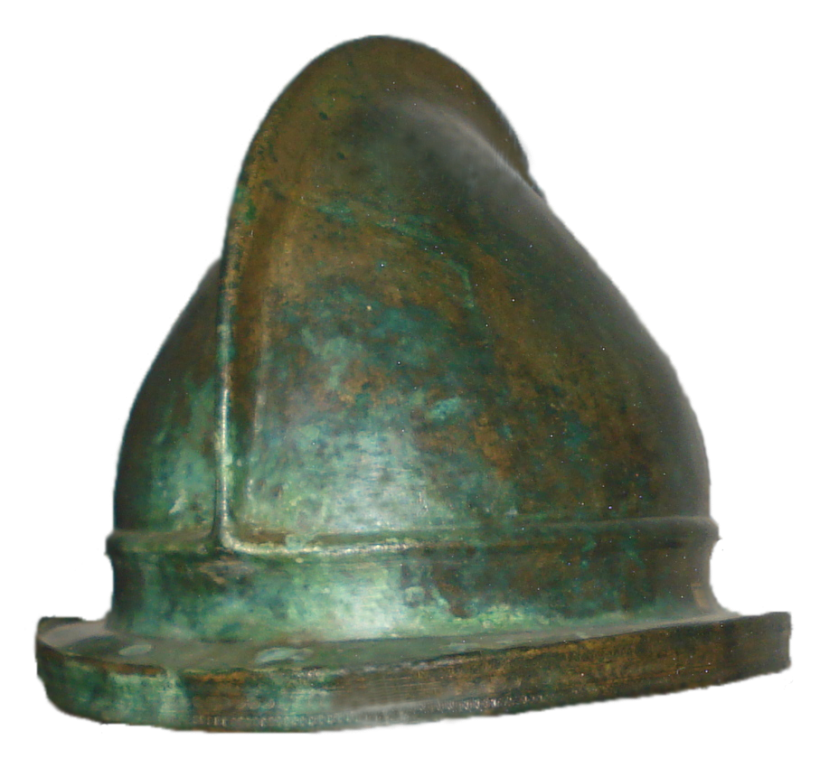
Negauhjälmen från Daone. Santa Julias museum, Brescia

Negauhjälmen är en av 28 bronshjälmar (23 bevarade) daterade till ca. 400 f.Kr., hittade 1811 i en skattgömma i Zenjak, nära Negau, i dag Negova, Slovenien. Hjälmarna har typisk etruskisk 'vetulonisk' form, ibland beskriven som "negautyp". Hjälmarna grävdes ned ca. 50 f.Kr., precis före den romerska invasionen av området.
Hjälmar av negautyp bars vanligen av prästerskapet vid den tid då de begravdes, så det har antagits att de lämnades vid Zenjak av ceremoniella skäl. Zenjak var av stort intresse för den tyska nazistregimens arkeologer och döptes om till Harigast under andra världskriget. Fyndplatsen har inte blivit ordentligt undersökt. 

## Negau B inskrift

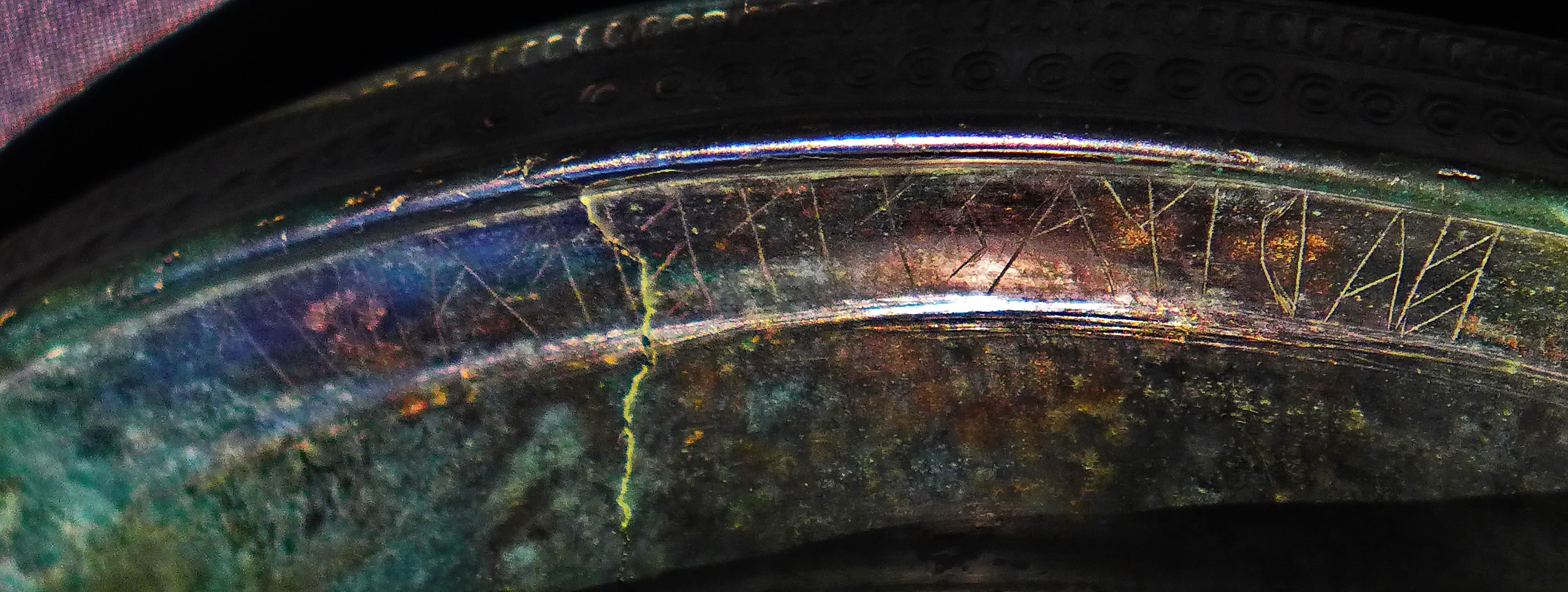
Den äldsta kända urgermanska skriften: harikastiteiva\\\ip, ristad i nordetruskiska alfabetet på Negauhjälmen (Negau B), århundradena innan Kristi födelse.

En av hjälmarna, Negau B, har en inskription med det nordetruskiska alfabetet. Inskriften behöver inte vara från 400-talet f.Kr, utan är troligen inristad av en senare ägare på 100-talet f.Kr. eller senare. Inskriften lyder (ursprungligen skriven höger till vänster):
|   |   |   |   |   |   |   |   |   |   |   |   |   |   |     |   |   |
| H | A | R | I | G | A | S | T | I | T | E | I | V | A | \\\ | I | P |
| h | a | r | i | g | a | s | t | i | t | e | i | v | a | \\\ | i | p |

Många tolkningar har gjorts av harigastiteiva\\\ip och de flesta är eniga om att texten är skriven på urgermanska och således det äldsta exemplet av sin sort. I Journal of Indo-European Studies 2001 tolkar lingvisten Tomas L. Markey texten som Hariχasti teiva – engelska: Harigast the priest – "prästen Harigast", där teiva antas komma från urgermanska *teiwaz, "gud", då en annan hjälm med inskrifter, Negau A, som hittades samtidigt på samma plats, bär fyra personnamn (oftast keltiska) följda av religiösa titlar: Dubni banuabi 'från Dubnos svinslaktaren'; sirago turbi 'härens astralpräst'; Iars'e esvii 'Iarsus den gudalike'; samt Kerup, antagligen en kortform för ett keltiskt namn som Cerubogios.
En annan populär tolkning är något i stil med Harigasti + Teiva, ägarens namn (Härgäst) + dennes gud (möjligen Tyr: urgermanska: Tiwaz).
I vilket fall är de flesta forskare överens att Negau B bär det germanska personnamnet Harigast (Härgäst eller Härgäste på svenska). Tidigare ansåg vissa forskare att inskriften är en tidig form av runor, men i dag är den allmänna synen att det är nordetruskiska bokstäver. Harigast är antagligen ett av de tidigaste, kanske det tidigaste, exemplet på den germanska ljudskridningen, och föregår Tacitus med kanske så mycket som 200 år.
Must (1957) läser Hariχas Titieva som ett rätiskt personnamn, där det första elementet skulle ha venetiskt snarare än germanskt ursprung. Det andra elementet anses då vara etruskiskt.